# ワンピース 海賊無双
『ワンピース 海賊無双』（ワンピース かいぞくむそう）は、バンダイナムコゲームスから2012年3月1日に発売されたPlayStation 3（PS3）用アクションゲーム。海外でのタイトルは、『One Piece: Pirate Warriors』。『ワンピ無双』と略されることもある。

## 概要
「仲間と、一気当千の大冒険」をキャッチフレーズにした、週刊少年ジャンプで連載中の漫画『ONE PIECE』と、『真・三國無双シリーズ』でお馴染みの無双シリーズによるコラボレーション企画作品。版権を取り扱った無双シリーズとしては、『ガンダム無双』、『北斗無双』に続き3作品目となる。
『ガンダム無双3』の開発をしている最中、新たな試みがしてみたいと考えていたコーエーテクモゲームス（オメガフォース）のプロデューサーである鯉沼久史と、『ONE PIECE』ゲームのプロデューサーであるバンダイナムコゲームスの中島光司が意気投合し、今回のコラボレーションが実現した。キャラクターのポリゴンモデルはガンバリオン（『ONE PIECE アンリミテッドクルーズ』等を開発）のものを参考にしている。本作以降CEROレーティングはBになる。
発売初日に出荷本数65万本を突破し、累計出荷数は全世界120万本を突破。

## 主なスタッフ
- プロデューサー：鯉沼久史
- プロデューサー：中島光司

## システム
仲間ストライク
緑色のリングが表示されている仲間をパートナーにした状態で、特定の攻撃を当てるとコマンドが表示される。これに成功するとしばらくパートナーと操作が変わり、追加攻撃することができる。
レベル
各キャラにはレベルが設定されており、最大50まで上昇する。レベルを上げると使える技が増えていき、能力値も上がっていく。
コイン
ミッション中の宝箱から入手できる。ミッション前にお宝ボードにコインをセットすることで、キャラクターの体力・攻撃力・防御力を強化することができる。特定の組み合わせでコインをセットすると、ひとつなぎスキルが発動し様々な特殊効果を得ることができる。

## 操作方法
従来の無双作品とは違いガードとジャンプはない（ただし、アドベンチャーパートでジャンプする地点がある）。さらに攻撃はチャージ攻撃の概念はなく□ボタンと△ボタンの組み合わせで出せる。ただし、最初からすべての技を出せるのではなく、キャラクターのレベルや進行具合に応じて解禁されていく。

## ゲームモード
メインログモード
主人公ルフィを操り、原作のストーリーを追体験していくモード。新世界編で麦わらの一味が集結するシャボンディ諸島のエピソードから物語がスタートし、クリア後、オレンジの町での道化のバギーとの戦いから海軍本部頂上戦争までを回想という形で追体験するという内容となっている。ただし、空島編やスリラーバーグ編は省かれている。ストーリーでは、無数の敵をなぎ倒していく無双ステージと多くのギミックをゴムゴムの能力で突破していくアドベンチャーステージの2構成になっている。また、原作の名場面を再現したCGムービーが多数収録されている。
アナザーログモード
各プレイアブルキャラクターを操り、原作ストーリーやIFストーリーを体験できるモード。メインログモードの各エピソードをクリアすると使用できるキャラクターが増えていく。別のキャラターのエピソードを選べるフリーモードもある。
チャレンジモード
高難易度のエピソードに挑戦するモード。ダウンロードコンテンツで購入したエピソードを楽しむこともでき、ネットに接続すれば他のプレイヤーとランキングを競うこともできる。
オンラインモード
ネットに接続し全国のプレイヤーと協力プレイを楽しむことができる。自分のプレイが「手配度」としてランキングされ、手配度が一定値になるとランクが上がる。また、ボイスチャットを使い会話することもできる。

## 登場キャラクター

### プレイアブルキャラクター
モンキー・D・ルフィ
声 - 田中真弓
ロロノア・ゾロ
声 - 中井和哉
ナミ
声 - 岡村明美
ウソップ
声 - 山口勝平
サンジ
声 - 平田広明
トニートニー・チョッパー
声 - 大谷育江
ニコ・ロビン
声 - 山口由里子
フランキー
声 - 矢尾一樹
ブルック
声 - チョー
ポートガス・D・エース
声 - 古川登志夫
ボア・ハンコック
声 - 三石琴乃
エドワード・ニューゲート（白ひげ）
声 - 有本欽隆
ジンベエ
声 - 宝亀克寿

### ボスキャラクター
バギー
声 - 千葉繁
首領・クリーク
声 - 立木文彦
ジュラキュール・ミホーク
声 - 掛川裕彦
アーロン
声 - 小杉十郎太
はっちゃん
声 - 森川智之
ワポル
声 - 島田敏
ラパーン
声 - 平井啓二
サー・クロコダイル
声 - 大友龍三郎
Mr.2・ボン・クレー
声 - 矢尾一樹
Mr.3
声 - 檜山修之
ロブ・ルッチ
声 - 関智一
カク
声 - 置鮎龍太郎
ジャブラ
声 - 高塚正也
ブルーノ
声 - 佐々木誠二
戦桃丸
声 - 伊倉一恵
パシフィスタ
声 - 堀秀行
黄猿
声 - 石塚運昇
マゼラン
声 - 星野充昭
ミノタウロス
声 - 粗忽屋東品川店
ハンニャバル
声 - 後藤哲夫
マーシャル・D・ティーチ（黒ひげ）
声 - 大塚明夫
青キジ（クザン）
声 - 子安武人
赤犬
声 - 立木文彦

### その他のキャラクター
ゼフ
声 - 矢田耕司
Dr.くれは
声 - 野沢雅子
ネフェルタリ・ビビ
声 - 渡辺美佐
アイスバーグ
声 - 及川以造
スパンダム
声 - 小野坂昌也
ゴーイングメリー号
声 - 桑島法子
バーソロミュー・くま
声 - 堀秀行
エンポリオ・イワンコフ
声 - 岩田光央
モンキー・D・ガープ
声 - 中博史
センゴク
声 - 石森達幸
シルバーズ・レイリー
声 - 園部啓一
ナレーション
声 - 大場真人

## ダウンロードコンテンツ
インターネットに接続し、PlayStation Storeから追加シナリオや追加コスチュームを有料でダウンロードできる。
| 内容                                             | 配信日        |
| ------------------------------------------------ | ------------- |
| 追加シナリオ「決戦！1000人組み手」               | 2012年3月1日  |
| 追加コスチューム ルフィ（武者Ver）               | 2012年3月1日  |
| 追加シナリオ「結成！東の海の海賊団」             | 2012年3月8日  |
| 追加コスチューム ナミ（着物Ver）                 | 2012年3月8日  |
| 追加シナリオ「一撃の重み」                       | 2012年3月15日 |
| 追加コスチューム ゾロ（着物Ver）                 | 2012年3月15日 |
| 追加シナリオ「冬の海賊、咲くは恋花」             | 2012年3月22日 |
| 追加コスチューム ハンコック（女ヶ島Ver）         | 2012年3月22日 |
| 追加シナリオ「美女救出戦」                       | 2012年3月29日 |
| 追加コスチューム サンジ（着物Ver）               | 2012年3月29日 |
| 追加シナリオ「海賊電撃戦」                       | 2012年4月5日  |
| 追加コスチューム ロビン（着物Ver）               | 2012年4月5日  |
| 追加シナリオ「相容れぬ2つの正義」                | 2012年4月12日 |
| 追加コスチューム チョッパー（着物Ver）           | 2012年4月12日 |
| 追加シナリオ「海軍強奪戦争」                     | 2012年4月19日 |
| 追加コスチューム ナミ（ストロングワールドVer）   | 2012年4月19日 |
| 追加シナリオ「強敵地獄」                         | 2012年4月26日 |
| 追加コスチューム ウソップ（着物Ver）             | 2012年4月26日 |
| 追加シナリオ「真の海賊無双」                     | 2012年5月2日  |
| 追加コスチューム エース（ストロングスタイルVer） | 2012年5月2日  |

## 評価

### 受賞歴
- 日本ゲーム大賞2012 優秀賞
- PlayStation Awards2012 ゴールドプライズ賞